# Odessa (Saskatchewan)
Odessa es un pueblo canadiense situado en la provincia de Saskatchewan.

## Superficie
Odessa tiene una superficie de 1,08 km².

## Demografía
En 2021, tenía 220 habitantes, una densidad poblacional de 204,4 hab./km², y 99 viviendas.